# Kölpinsee (Mecklenburg)
Le Kölpinsee est un lac allemand d'une superficie de 20,29 km2 qui se trouve dans le land du Mecklembourg-Poméranie-Occidentale.

## Source de la traduction
- (de) Cet article est partiellement ou en totalité issu de l’article de Wikipédia en allemand intitulé « Kölpinsee (Mecklenburg) » (voir la liste des auteurs).